# Har Karmi
Har Karmi (hebrejsky: הר כרמי) je vrch o nadmořské výšce 362 metrů v severním Izraeli, na pomezí Horní a Dolní Galileji.
Nachází se na západním okraji města Karmi'el, v jihozápadní části údolí Bejt ha-Kerem. Má podobu převážně odlesněného pahorku, jehož severovýchodní úpatí je stavebně využito obytnou čtvrtí Giv'at Ram. Har Karmi tvoří hranici městské zástavby Karmi'elu, která vyplňuje celou krajinu východně odtud. Na západní straně terén klesá do bočního údolí Bik'at Meged, které je na protější straně vymezeno vrchem Har Gilon. Na severním úpatí pak leží centrální část údolí Bejt ha-Kerem a u ní město Madžd al-Krum. Z jižních úbočí stéká bezejmenné vádí, které pak klesá do kaňonu vádí Nachal Chilazon.